# Echinogorgia
Echinogorgia is een geslacht van neteldieren uit de klasse van de Anthozoa (bloemdieren).

## Soorten
- Echinogorgia abietina Kükenthal, 1919
- Echinogorgia armata (Kükenthal, 1909)
- Echinogorgia aurantiaca (Valenciennes, 1855)
- Echinogorgia cerea (Esper, 1791)
- Echinogorgia clausa (Nutting, 1910)
- Echinogorgia complexa Nutting, 1910
- Echinogorgia flabellum (Esper, 1791)
- Echinogorgia flexilis Thomson & Simpson, 1909
- Echinogorgia furfuracea (Esper, 1791)
- Echinogorgia gracillima Kükenthal, 1919
- Echinogorgia granifera (Lamarck, 1816)
- Echinogorgia humilis (Nutting, 1910)
- Echinogorgia japonica Aurivillius, 1931
- Echinogorgia lami Stiasny, 1940
- Echinogorgia macrospiculata Thomson & Simpson, 1909
- Echinogorgia mertoni Kükenthal, 1919
- Echinogorgia modesta Studer, 1889
- Echinogorgia multispinosa Thomson & Henderson, 1905
- Echinogorgia noumea Grasshoff, 1999
- Echinogorgia operculata (Nutting, 1910)
- Echinogorgia pinnata Studer, 1878
- Echinogorgia pseudosassapo Kölliker, 1865
- Echinogorgia ramosa Thomson & Russell, 1909
- Echinogorgia ramulosa (Gray, 1870)
- Echinogorgia rebekka Grasshoff, 2000
- Echinogorgia reticulata (Esper, 1791)
- Echinogorgia ridleyi Nutting, 1910
- Echinogorgia russelli Bayer, 1949
- Echinogorgia sanguinea (Nutting, 1910)
- Echinogorgia sassapo (Esper, 1791)
- Echinogorgia simplex (Nutting, 1910)
- Echinogorgia sphaerophora Kükenthal, 1919
- Echinogorgia spinosa (Kükenthal, 1908)
- Echinogorgia stellata (Nutting, 1910)
- Echinogorgia studeri (Kükenthal, 1908)
- Echinogorgia thomsonideani Stiasny, 1942
- Echinogorgia toombo Grasshoff, 1999
- Echinogorgia umbratica (Esper, 1791)
- Echinogorgia verrucosa (Brundin, 1896)